# Фантанеле (Горж)
Фантанеле (рум. Fântânele) насеље је у Румунији у округу Горж у општини Урдари. Oпштина се налази на надморској висини од 144 m.

## Становништво
Према подацима из 2002. године у насељу је живело 985 становника, од којих су сви румунске националности.